# II. Cidantasz és Pillijasz szerződése
II. Cidantasz és Pillijasz szerződése a harmadik szerződés Hatti és Kizzuvatna között. Egyben az utolsó kétoldalú megállapodás, amelyet egyenrangú félként kötöttek. A szerződést a hettita szövegek katalógusa (CTH) a 25. szám alatt tartalmazza (CTH#25).
A szerződés előzménye, hogy Pillijasz királyságát elfoglalta Parattarna, Mitanni királya. Pillijasztól a későbbiekben még egy szerződés ismert, amelyet a szintén Mitanni által megszállt Mukis királyával, Idrimivel kötött.
A szerződés szövege:

„1 Én [Napom], a Nagy Király, [II.] Cidantasz, Ha[tti] királya [és Pillijasz], Kizzuvatna [királya ezzel] a szerződéssel békét kötnek. Ilyen módon, hogy egyesüljenek: bármilyen városok, [ami Cidantaszé volt, de Pillijasz elfoglalt], vissza kell adnia Én Napomnak. [Bármilyen városok], amelyek Pil[lijasz] tulajdonában voltak és elfoglaltam, [azokat visszaadom] Pillijasznak. 2 Bármilyen erődített városok, Én Napom [...] azokat átadják, akkor Én Napom nincs [...] Bármilyen erődített városokkal rendelkezik [...] Pillijasz nem erősítheti [őket]. [Ha erősíti őket], akkor áthágja ezt az esküt. 3 [Ha a?] Nagy Király a várost teszi [... egy] vi[ssza] lesz egy [...] 4 Ember [...] Vissza 15 [...] Pil[lijasz ...] 16 Tatasszuna, az istenség [...]”

– CTH#25

A szerződés töredékes, a közepe teljesen hiányzik, ennek ellenére látható belőle, hogy egy kölcsönös garanciális szerződésről van szó. A két fél abban egyezett meg, hogy nem foglalnak el egymás országából területeket, és az addig elfoglaltakat visszaadják. Nem tudni azonban, hogy mi tekintettek kiindulási alapnak, milyen garanciákat adtak egymásnak. A hiányzó középrész feltehetően ezeket tartalmazta.